# Serviço de Identificação da Marinha

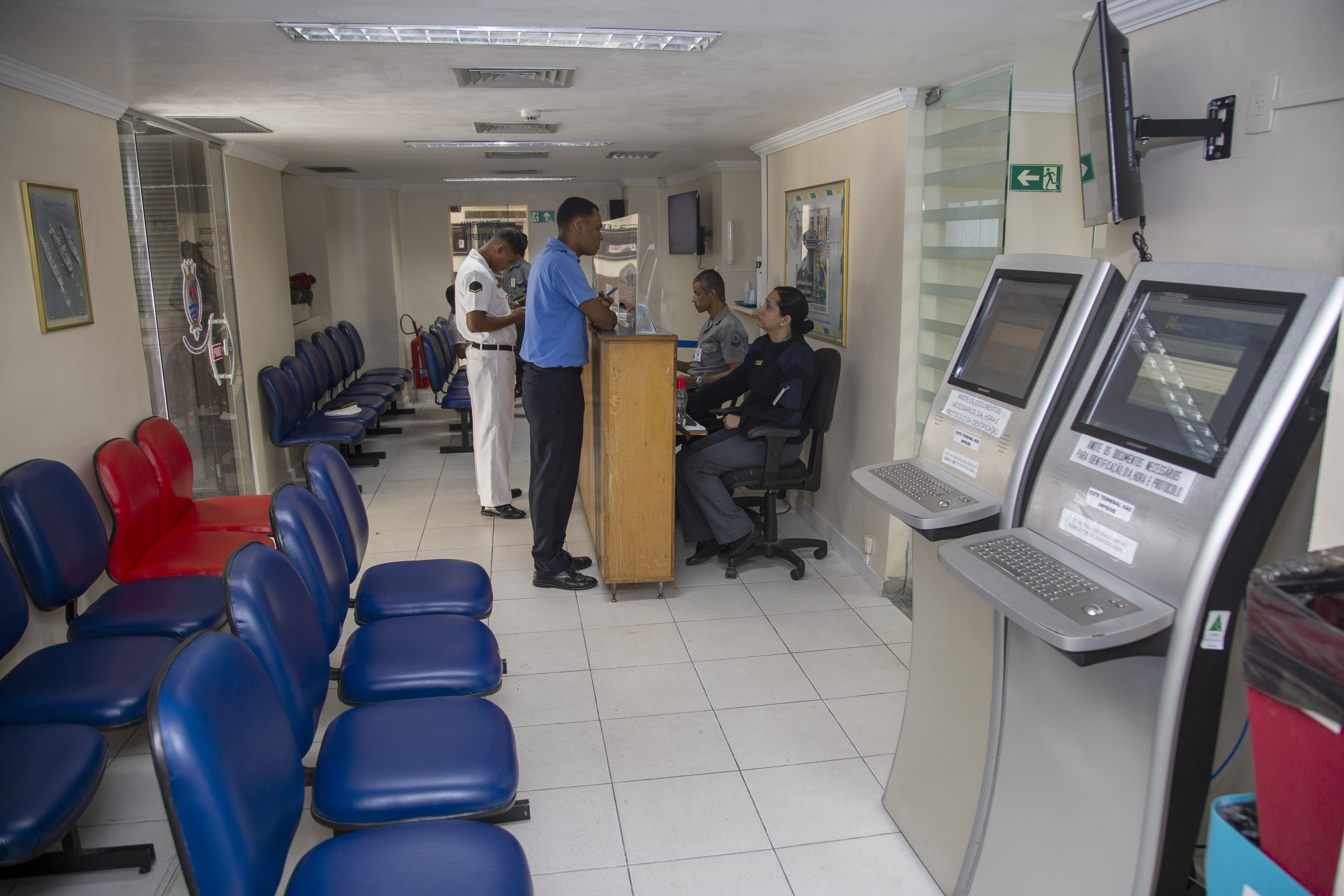
Atendimento pelo SIM no Rio de Janeiro

O Serviço de Identificação da Marinha (SIM) é uma Organização Militar da Marinha do Brasil.

## História
A sua origem remonta ao naufrágio do encouraçado Aquidabã em 1906, e à instalação do Gabinete de Identificação da Armada, em 21 de Janeiro de 1908, por ordem do Ministro de Negócios da Marinha, Almirante Alexandrino Faria de Alencar.
Encontra-se sediada no Comando do 1.º Distrito Naval.
Em 2021, no dia 21 de julho, o Serviço de Identificação da Marinha lançou a aplicação "ID Digital Marinha", que permite a identificação digital e célere através de um dispositivo digital móvel, como um smartphone.

## Objetivos
Sua função original era barrar a entrada de quaisquer indivíduos com antecedentes criminais, facilitar a captura de desertores, o reconhecimento dos mortos em acidentes de qualquer natureza, regulamentar a matricula dos praças das Capitanias dos Portos, e impedir a ocorrência de contravenções de difícil repressão.
Suas atribuições atuais são:
- placa de identificação de campanha;
- fotografias para documentos;
- emissão da "Folha 001" da Caderneta Registro;
- emissão de carteiras de identidade civil, por convênio com o Detran-RJ

Esta organização também o objectivo de contribuir para a bom funcionamento dos mecanismos inerentes à identificação e controle do pessoal de interesse da Marinha.